# Gereformeerde kerk (Woudsend)
De Gereformeerde kerk is een kerkgebouw in Woudsend in de Nederlandse provincie Friesland.

## Beschrijving
De gereformeerde kerk werd in 1912 gebouwd naar ontwerp van architect H.J. Tiemens. De zaalkerk met steekkappen (klein gewelf dat in een groter gewelf of kap insnijdt) heeft een aangebouwde consistoriekamer en een half ingebouwde toren van drie geledingen met ingesnoerde spits. De kerk werd op 27 maart 1913 in gebruik genomen.
Het orgel werd gebouwd door Pels en werd in 1962 in de kerk geplaatst. In 1975 kreeg de kerk glas-in-loodramen.
Door het Samen op Weg-proces is het kerkgebouw in 1998 vrijgekomen voor een andere bestemming. In 1999 is het gebouw gerestaureerd en in 2000 is het in gebruik genomen als woonhuis.

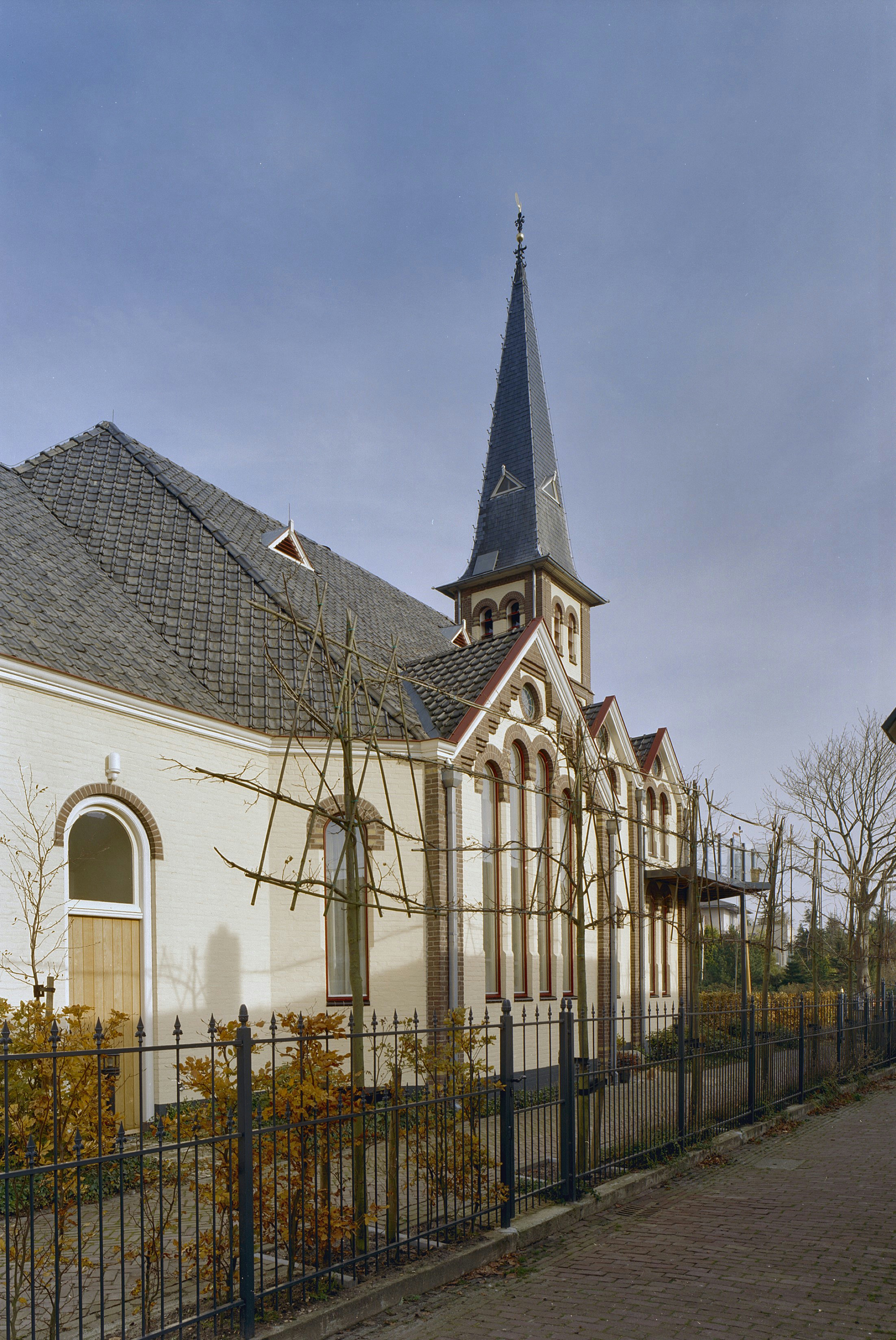
Zuidgevel